# Rallye Castine Terre d'Occitanie
Le Rallye Castine - Terre d'Occitanie, anciennement Rallye Castine - Terre du Quercy, est une épreuve française de rallye automobile sur terre créée en 1977. Elle se déroule dans l'ancienne province française du Quercy, entre Bretenoux et Saint-Céré, dans le département du Lot, en région Occitanie.

## Historique
Vers 1968, sur la commune de Bretenoux, une bande de passionnés commence à organiser quelques courses de côte. Un rallye s'organise en « course sur terre » avec le concours de l'Écurie Castelnau, autour de Michel Degain et Roland Thérond. Celui-ci prendra la présidence de l'Association Sportive Automobile Castine (ASA Castine) qui sera créée en 1980,, et re-déclarée en 1993.
En 1977, à l'aide d'un tractopelle et de bénévoles équipés de pelles et râteaux, les chemins sont restaurés pour réaliser le 1er rallye officiel « Rallye Tous Chemins du Quercy ». Le rallye prend le nom de  « Rallye Terre du Quercy » en 1980 et comprend 21 épreuves spéciales (ES) différentes, dont cinq courues simultanément. En 1985, le nom du rallye est modifié en « Rallye Castine », qui comprend 130 km d'épreuves spéciales sur terre.
À partir de 1995, l'organisation du rallye est interrompue. En 1997,, le « Rallye des trois Châteaux » voit le jour, qui consiste en une épreuve régionale sur asphalte.
Après 24 années d'absence, en 2018, l'épreuve est de nouveau inscrite au Championnat de France des rallyes, sous le nom de « Rallye Terre de Castine ».
En 2021, le rallye compte 130 concurrents au départ de l'épreuve, encadrés par 500 bénévoles.
En 2024, des écologistes s'attaquent au rallye et détruisent l’ensemble de la signalétique de la spéciale de Néandertal.

## Palmarès
| Année     | Pilote                  | Copilote                | Voiture                     |
| --------- | ----------------------- | ----------------------- | --------------------------- |
| 1995-2017 | Interruption du rallye. | Interruption du rallye. | Interruption du rallye.     |
| 2018      | Sylvain Michel          | Lara Vanneste           | Škoda Fabia R5 (en)         |
| 2019      | Thibault Durbec         | Jacques-Julien Renucci  | Citroën DS3 WRC             |
| 2020      | Grégoire Munster        | Louis Louka             | Hyundai i20 R5 (en)         |
| 2021      | Benjamin Clémençon      | Stéphane Maillé         | Hyundai i20 R5              |
| 2022      | Mathieu Franceschi      | Lucie Baud              | Škoda Fabia Rally2 evo (en) |
| 2023      | Matthieu Margaillan     | Mathilde Margaillan     | Škoda Fabia Rally2 evo      |
| 2024      | Matthieu Margaillan     | Mathilde Margaillan     | Škoda Fabia RS Rally2       |
| 2025,     | Laurent Pellier         | Kévin Bronner           | Škoda Fabia RS Rally2       |